# Pelargonium polycephalum
Pelargonium polycephalum är en näveväxtart som beskrevs av Ernst Meyer. Pelargonium polycephalum ingår i släktet pelargoner, och familjen näveväxter. Inga underarter finns listade i Catalogue of Life.